# Thomas Stanley, I conde de Derby
Thomas Stanley, I conde de Derby (1435 – 29 de julio de 1504), fue un noble y político inglés. Llegó a ser rey nominal de Mann y padrastro del rey Enrique VII de Inglaterra. Fue el hijo mayor de Thomas Stanley, I barón Stanley y Joan Goushill.
Fue un gran terrateniente, sobre todo en el norte del reino. Su autoridad era casi incuestionable, incluso ante la corona. Stanley supo mantener el favor de los sucesivos reyes que se alzaron durante la Guerra de las Dos Rosas. Sus propiedades incluyeron el actual Tatton ParK, Cheshire; Lathom House, Lancashire; y Derby House, Londres; y el lugar del actual College of Arms.
Aun siendo rey Enrique VI, de la Casa de Lancaster, constituyó una alianza con los York al casarse con Eleanor Neville, hermana del famoso Warwick el Hacedor de Reyes y descendiente de Eduardo III. En cualquier caso, no se vio perjudicado ante la caída de Warwick. En 1473, casó por segunda vez con Lady Margarita Beaufort, madre de Enrique Tudor, principal reclamante Lancaster. Fue el último usuario del título de rey de Mann, prefiriendo sus sucesores el título de señor. Stanley era considerado una de las personas más poderosas de su tiempo.

## Herencia

Armas de los Stanley

Después de la muerte de su padre en 1459, Stanley heredó sus títulos, incluidos los de barón Stanley y rey de Mann, así como sus tierras extensas y oficios en Cheshire y Lancashire. Esto le convertía en un hombre rico, con capacidad para aprender a liderar. Años antes, en 1454, la influencia de su padre en la corte le ganó el título de escudero de Enrique VI. Sin embargo, durante la guerra civil, Stanley trató de mantener su influencia en ambos bandos.

## Lancaster vs York
Los Stanley fueron de los primeros en apoyar el reclamo de Enrique IV, el primer Lancaster. Después de varios años de reinado deficiente de Enrique VI, la Casa de York se rebeló en la década de 1450, siendo este el inicio de la Guerra de las Dos Rosas. En 1459, los acuerdos entre Lancaster y York se rompieron. Ante la movilización de Lord Salisbury, suegro de Stanley, a favor de York, la reina Margarita de Anjou, entonces en Lichfield, ordenó que le interceptara. Cuando los dos ejércitos se encontraron en la batalla de Blore Heath de1459, Stanley se mantuvo al margen. Su hermano William, reconocido yorkista, fue detenido por participar en el bando de Salisbury.
Ya en 1460, Stanley empezó a cooperar con los York, quiénes tenían el control del rey. Stanley se unió a su cuñado Warwick, formando parte de la corte del nuevo rey, Eduardo IV. Eduardo necesitaba a Stanley para unir el norte y el oeste del reino. A finales de la década, la Casa de York empezó a fragmentarse, y Stanley dividió sus lealtades una vez más. Cuando Warwick, huyendo del rey en 1470, le pidió apoyo en Mánchester, se negó. Sin embargo, le apoyó a su regreso con hombres para la causa. Con la restauración de Enrique VI, consiguió el perdón por su deslealtad. Tras la restauración de Eduardo IV en 1471, continuó en la corte y pasó a formar parte del consejo real. Tras la muerte de su mujer, Eleanor Neville, en 1472, sus lazos con los Neville se rompieron definitivamente. Stanley contra un matrimonio de gran importancia con Lady Margarita Beaufort, condesa viuda de Richmond, y madre de Enrique Tudor, potencial heredero de los Lancaster. Durante su periodo al servicio de los York, dirigió hombres en una expedición a Francia en 1475, y la expedición a Escocia del duque de Gloucester (futuro Ricardo III) en 1482.
Después de la muerte inesperada de Eduardo IV en 1483, y la consecuente entronización de su hijo, Eduardo V, Stanley entre quienes conspiraron con la familia de la reina viuda contra el duque de Gloucester, nuevo Lord Protector, el duque de Gloucester, El propio hijo de Thomas, George Stanley, estaba casado con Joan Le Strange, sobrina de la reina. En junio de 1483, Gloucester apresó a los aliados de los Woodville. Stanley, pese a estar herido y cautivo, salvó la vida. Ese mismo mes, el parlamento declaró ilegítimos a Eduardo V y su hermano (los Príncipes en la Torre), y declararon a rey a Gloucester, en adelante Ricardo III.
La compleja situación política hizo que el nuevo rey liberara a Lord Stanley con tal de ganar un aliado. Tanto él como su mujer participaron en la coronación. Su esposa, Margarita Beufort, perdió todo su patrimonio, el cual fue conferido al propio Stanley.
También fue nombrado miembro de la Orden de la Jarretera en otoño de 1483, como agradecimiento a su lealtad rebelión del duque de Buckingham. Tras la caída del duque, Stanley le sucedió como Lord alto condestable de Inglaterra. Pese a su lealtad obligada, es posible que Stanley hubiera tenido algún papel en la revuelta. Su mujer era una conspiradora clave, habiendo comprometido a su hijo Enrique con Isabel de York, ambos portadores de derechos a la Corona. De hecho, es probable que Ricardo supiera del peligro que suponían los Stanley, motivo por el que pidió que Lady Margarita fuera custodiada por su marido. En 1485, cuando Stanley pidió permiso para dejar la corte, el rey insistió en que su hijo permaneciera como garantía de la lealtad de su padre.

## Batalla de Bosworth
Los Stanley mantenían contacto con Enrique Tudor, entonces exiliado. Su estrategia de desembarcar en Gales y dirigirse al centro del reino dependía de la postura de Sir William Stanley, Lord Chambelán de Chester y el norte de Gales, y por extensión del propio Lord Stanley. Oyendo de sus planes, Ricardo ordenó que los dos hermanos Stanley defendieran la región. Una vez parecía claro que Tudor carecía de oposición en Gales, Ricardo les ordenó unirse a él. Según la crónica de Croyland, a pesar de que Lord Stanley se marchó a sus tierras por sufrir sudor inglés, su partida fue suficiente para levantar la sospecha del rey. Lord Strange, tras un intento infructuoso de retirarse de la corte, confesó que él y su tío, Sir William Stanley, habían conspirado con Enrique Tudor. El rey Ricardo le proclamó traidor, pero le mantuvo con vida para asegurar la lealtad de los Stanley. De hecho, Ricardo pudo llegar a ordenar la ejecución de Strange ya en el campo de batalla, aunque la derrota de Ricardo impidió que ocurriera. Ante la amenaza, la respuesta de Stanley fue: “Sire, tengo otros hijos”.
Los ejércitos de Thomas y William Stanley marcharon sobre Cheshire y Gales, seguidos del ejército de exiliados de Enrique VII. Lord Stanley tuvo una reunión secreta con el pretendiente Tudor, aunque el 22 de agosto de 1485, al sur de Market Bosworth, Sir William y Lord Stanley unieron al bando rebelde y yorkista respectivamente. De este modo, dividieron sus ejércitos del mismo modo que habían hecho en la batalla de Blore Heath. Durante la batalla, Lord Stanley evitó tomar parte inmovilizando a su ejército. Tras la muerte de Ricardo en batalla, Lord Stanley tomó la corona del último rey York y coronó a su hijastro.

## Premios más lejanos
Enrique VII mostró su agradecimiento a su “amado padre” concediéndole el condado de Derby el 27 de octubre de 1485, y confirmándole al año siguiente como Lord alto condestable de Inglaterra y Alto mayordomo del Ducado de Lancaster, además de concederle más propiedades y oficios. En 1486, fue padrino del hijo mayor del rey, Arturo Tudor, príncipe de Gales. Aun así, pudo haber dividido sus lealtades una vez más en la rebelión de Lambert Simnel en 1487. Tras haber sofocado la rebelión en la batalla de Stoke, Stanley recibió las tierras de varios rebeldes. Menos suerte tendría su hermano William, quién apoyaría la pretensión de Perkin Warbeck, siendo ejecutado por traición en 1495.

## Dominio en el Noroeste de Inglaterra
La acumulación de tierras de Stanley le convirtió en un importante magnate. Supo conservar sus cargos en Chester y Lancaster pese a las turbulencias políticas, y supo consolidar y ampliar el legado de su padre. Los privilegios de Stanley le permitían mantener una influencia y un nivel de vida sin arruinar a su familia, tal y como les pasó a otros nobles. Solía hacer so de sus derechos de arbitraje para intervenir en disputas locales. Se consideró que ejercía un "buen señorío", aunque también mostró su cara más temible demostrando su hegemonía y sin tolerar a sus rivales.

## Implicación en el misterio de los Príncipes en la Torre
Stanley fue condestable desde finales de 1483, momento en que Eduardo V y Ricardo de York, cautivos en la Torre de Londres, desaparecieron. El condestable era el responsable de las entradas y salidas de la Torre, por entonces el palacio real más seguro de Inglaterra. Pese a que esto le haría sospechoso, Stanley accedió al cargo después del momento de la supuesta desaparición. Stanley sucedió en el puesto al duque de Buckingham en octubre o noviembre, después de que el duque se rebelara. Por tanto, es más probable que Ricardo y/o Buckingham hubieran dictaminado el destino de los muchachos.
Además, dado que Buckingham se rebeló a favor de Enrique Tudor, y no de Eduardo V, pudo ser porque sabía que los Príncipes habían muerto. Siguiendo esta teoría, Stanley no tendría por qué estar involucrado solo por su cargo.

## Muerte
Stanley murió en Lathom, Lancashire, el 29 de julio de 1504. Fue enterrado en la capilla familiar del Priorato de Burscough, cerca de Ormskirk, Lancashire. Había sobrevivido a su hijo, Lord Strange, por cuestión de meses, siendo sucedido por su nieto, Thomas Stanley, II conde de Derby. El día anterior a su muerte firmó testamento, dejando misas por su alma, las de sus esposas, sus padres, ancestros, hijos sobrinos e incluso Dios.

## Matrimonios y descendencia

Armas de los Neville

En primeras nupcias, desposó a Elinor Neville (m. 1472) en 1451, año en que se les concedió licencia real. La ceremonia tuvo en el castillo de Middleham, Yorkshire. Elinor era hija de Richard y Alice Neville, V condes de Salisbury, y nieta de Thomas de Montagu, IV conde de Salisbury. Elinor murió en 1472, siendo enterrada en la Iglesia de St. James Garlickhythe, Londres. Juntos tuvieron once hijos, de los cuales tres consiguieron posiciones importantes:
- John Stanley, hijo y heredero de los Stanley. Murió joven.
- George Stanley, IX barón Strange jure uxoris (1460–1503), miembro de la Orden de la Jarretera. Padre de Thomas Stanley, II conde de Derby.
- Richard Stanley. Murió joven.
- Edward Stanley, I barón Monteagle (1462–1524), miembro de la Orden de la Jarretera.
- James Stanley (1465–1515), obispo de Ely.
- Thomas Stanley (m. 1475).
- William Stanley. Murió joven.
- Anne Stanley. Murió joven.
- Alice Stanley. Murió joven.
- Katherine Stanley. Murió joven.
- Agnes Stanley. Murió joven.

Armas de los Beaufort

Poco antes del 12 de junio de 1472, volvió a casarse con Lady Margarita Beaufort, (1441/3-1509), hija de Juan Beaufort, I duque de Somerset (c.1403-1444), descendiente legitimado de Juan de Gante (1340-1399), hijo de Eduardo III, con su amante, Catalina de Roet-Swynford.
Lady Margaryta había enterrado ya dos maridos: Edmundo Tudor, conde de Richmond (m. 1456), con quien tuvo a su hijo, al futuro Enrique VII (1485-1509); y Sir Henry Stafford (m.1471).

## Descendencia ilegítima
También tuvo un hijo ilegítimo llamado John, quién en 1476 servía como mayordomo en Shotwick Park, Cheshire. No era reconocido como tal en los registros oficiales. Probablemente murió en 1477.

## Legado
A su muerte, Lord Stanley fue un político exitoso durante cuatro décadas y media, pese a vivir circunstancias políticas extraordinarias. No solo huyó del sangriento destino de otros nobles, sino que aumentó su patrimonio y sus honores. Su gobierno en noroeste se considera como un promotor de la culturización y refinamiento de la región. Bajo su patronazgo, muchos jóvenes de Lancashire triunfaron en la iglesia y el funcionariado.